# Нефертити
Нефернеферуатен Нефертити е царица на Древния Египет от XVIII династия (XIV век пр.н.е.), съпруга на египетския цар Ехнатон (по-рано Аменхотеп IV) царувал от 1353 пр.н.е. – 1336 пр.н.е . В превод името ѝ означава „Идващата красота“ или „Красавицата дойде“. Във великия химн на Ехнатон за слънцето, Нефертити е наречена – Нефер-неферу-Атон-Нефретете.
Нефертити носи титлата „Велика царска съпруга“ на Ехнатон, цар на древен Египет от XVIII династия, смятан за първият цар в света, който въвежда монотеизма, под формата на култ, посветен на Атон, слънчевия диск. Оттук идва и неговото име Ехнатон, което означава „полезен за Атон (бог)“. 
Тъй като името ѝ се превежда като „Една красива жена е дошла“, ранните египтолози смятат, че тя трябва да е била принцеса от Митани (Сирия). Съществуват сериозни доказателства, които предполагат, че Нефертити е родена в Египет, дъщеря на придворния Ай, който е брат на майката на Ехнатон, царица Тий. Нефертити има по-малка сестра Мутноджмет. От брака с Ехнатон има шест дъщери: Меритатон, Мекетатен, Анхесенпаатен, Нефернефруатен-ташерит, Нефернеферуре и Сетепенре, но няма синове. Дъщеря им Анхсенпаатон, по-късно наречена Анхесенамон е бъдещата съпруга на своя полубрат Тутанкамон.
Нефертити и Ехнатон основават град Амарна – Ахетатон („Хоризонтът на Атон“) в Горен Египет около 1348 г. пр. н. е. като нова столица на своето царство.
Всеки ден Нефертити и Ехнатон преминавали в колесниците си от единия край на града до другия, отразявайки пътуването на слънцето през небето. В това, както в много други аспекти от техния живот, дошли до нас чрез изкуство и текстове, Ехнатон и Нефертити са били разглеждани като божества сами по себе си. Само чрез тях можело да се почита Атон: те били и жреци, и богове. В ролята си като част от божествената двойка, Нефертити може също да е била съправител. Ехнатон присъединил своя картуз (своя печат) към нейния в знак на равенство и има доказателства, че тя е поела традиционните задължения на фараона, докато съпругът ѝ се е занимавал с богословска реформа и архитектурни ремонти. Изображенията, които са оцелели, изобразяват нейната служба като: дипломатически срещи, религиозни служби, приемане на чуждестранни сановници, и дори в традиционната кралска роля на краля, който поразява враговете на Египет.
Нито едно от тези изображения не би било създадено, ако нямаше някаква истина зад историите, които изобразяват, така че Нефертити трябва да е притежавала повече власт от която и да е жена в Египет от времето на Хатшепсут (1479 – 1458 г. пр. н. е.). От кралския дворец в Ахетатон тя изпраща кралските укази и взема решенията, които според традицията са отговорност на нейния съпруг.
Нефертити играе важна религиозна роля и като се покланя заедно със съпруга си и служи като женски елемент в божествената триада, образувана от бог Атон, цар Ехнатон и (Тя) неговата царица. Нейната сексуалност, подчертана от преувеличено женствената форма на тялото ѝ, нейните фини ленени дрехи и плодородието ѝ, подчертано от постоянното появяване на шестте принцеси, показват, че тя е смятана за жива богиня на плодородието.
Хоремхеб, твърдейки, че е избран от боговете, за да възстанови истинската религия на Египет, събаря храмовете на Ехнатон, поврежда стелата му и се опита да изкорени и заличи всички доказателства, че царят монотеист и семейството му някога са управлявали Египет. Именно поради заповедите на Хоремхеб се знае толкова малко в наши дни за Нефертити и други кралски особи, свързани с периода Амарна.

## Бюст на Нефертити
Световноизвестният бюст на Нефертити е открит по време на немска археологическа експедиция, състояла се между 1907 – 1914 г. под ръководството на археолога Людвик Борхарт. Скулптурата е открита на 6 декември 1912 г. в развалините на една постройка в местността ел Амарна (където е бил разположен Ахетатон, столица на Ехнатон и Нефертити). Според открита в развалините пластинка от слонова кост сградата е била ателие на главния придворен скулптор Тутмос.
Откритият бюст е полихромен, добре запазени са златната диадема и огърлица. През 1913 г. бюстът е тайно изнесен от Египет на борда на кораб и пристига в Берлин. Първоначално съществуването му е пазено в тайна от широката публика, дори и след даряването му (през октомври 1913 г.) на Берлинския музей от дотогавашния му собственик д-р Джеймс Саймън (който го притежавал по силата на факта, че финансирал открилата го експедиция).
По настояване на Л. Борхарт (който се страхувал от усложнения във взаимоотношенията с египетските власти) бюстът не бил представен на голямата експозиция в Египетския музей в Берлин, състояла се през зимата на 1913 г., където били изложени всички останали находки от разкопки в Амарна. През 1924 г. опазването на тайната около бюста на Нефертити станало невъзможно и Борхарт бил принуден да признае съществуването му пред света. Малко по-късно бюстът бил изложен публично в Берлинския музей. Египетските власти реагирали остро на признанието, че подобен артефакт съществува и е бил изнесен от страната без тяхно знание. Това станало повод за много дрязги между Египет и Германия, като конфликтът продължава и до днес.